# Bruno Bastianoni
Bruno Bastianoni (Roma, 26 giugno 1950) è un ex cestista italiano.
Nell'arco della sua carriera ha vestito la maglia della Virtus Roma e della Sebastiani Rieti.
Ha fatto parte della nazionale italiana che ha vinto il campionato mondiale militare di basket nel 1972 a Udine.